# Discographie de Krokus
 (avril 2022).
Si vous disposez d'ouvrages ou d'articles de référence ou si vous connaissez des sites web de qualité traitant du thème abordé ici, merci de compléter l'article en donnant les références utiles à sa vérifiabilité et en les liant à la section « Notes et références ».
Cet article présente la discographie du groupe de hard rock suisse Krokus. Entre 1976 et 2021 Krokus a enregistré dix-huit albums studios, quatre albums live, huit compilations , deux Ep et vingt-sept singles.

## Présentation
Formé à Soleure (Suisse en 1974, Krokus sort son premier album éponyme en 1976. En 1977, premier grand changement, Krokus et un autre groupe suisse, Montezuma fusionnent. De Krokus ne restent que Chris Von Rohr (batterie, chant) et Tommy Kiefer (guitares), ils seront rejoints par Fernando Von Arb (guitares), Freddy Steady (batterie) et Jürg Naegeli (basse). Chris Von Rohr devient le chanteur et le groupe sort son deuxième album, To You All. Les mêmes musiciens enregistrent Painkiller en 1978. Album qui sera selon les sorties européennes, nommé Pay It in Metal et sera décliné sous cinq pochettes différentes.
En 1979, Le groupe recrute un nouveau chanteur, Marc Storace (ex-TEA et Eazy Money) et Chris Von Rohr passe à la basse. Jürg Naegeli se retire doucement, jouant encore des claviers sur l'album Metal Rendez-vous sorti en 1980. Cet album voit la musique du groupe passer définitivement au hard rock tendance heavy metal. Dès sa sortie, l'album sera un immense succès en Suisse, notamment grâce aux chansons, "Tokyo Nights", "Bedside Radio" et "Heatstrokes". En 2014 il sera certifié quadruple album de platine en Suisse. L'album suivant, Hardware sera le premier à se classer dans les charts britanniques (44e place et américains (103e place) mais aussi allemands, autrichiens et suédois. Malgré le départ du guitariste et membre fondateur Tommy Kiefer, remplacé par Mark Kohler, One Vice at a Time, sorti en 1982, viendra confirmer la montée en puissance du groupe qui connaitra ses années fastes avec les deux albums suivants, Headhunter (1983) et The Blitz (1984) qui seront certifiés disque d'or en Suisse, au Canada et aux États-Unis.
Le départ de Chris Von Rohr après la tournée de promo de l'album Headhunter marquera le début d'un changement incessant de musiciens et d'un déclin de la popularité du groupe, du moins à l'international, Heart Attack (1988) sera le dernier album à se classer aux États-Unis (87e place). Le groupe sortira plusieurs albums avant de voir la formation des années succès (Von Rohr, Von Arb, Storace, Kohler et Steaddy) se reformer pour d'abord donner un concert le 8 août 2008 au stade de Suisse à Berne et devant l'enthousiasme des fans de décider de continuer ensemble et d'enregistrer un nouvel album. Ce dernier sortira en 2010 sous le nom de Hoodoo et se classa immédiatement à la première place des charts suisses et sera certifié disque de platine. Dirty Dynamite sorti en 2013 connaitra le même sort et le groupe enregistrera encore un album de reprises, Big Rocks (2017). Le groupe entamera en 2019 sous le nom de "Adios Amigos", ce qui doit être sa dernière tournée avec en point d'orgue le concert donné au Wacken Open Air qui fera l'objet d'un album "live", Adios Amigos-Live@Wacken qui sortira en 2021.

## Membres du groupe
| Album                                 | Année     | Chant          | Guitares         | Guitares         | Guitares    | Basse            | Batterie                | Claviers     |
| ------------------------------------- | --------- | -------------- | ---------------- | ---------------- | ----------- | ---------------- | ----------------------- | ------------ |
| Krokus                                | 1976      | Chris Von Rohr | Tommy Kiefer     | Hansi Droz       | —           | Remo Spadino     | Chris Von Rohr          | —            |
| To You All                            | 1977      | Chris Von Rohr | Tommy Kiefer     | Fernando Von Arb | —           | Jürg Naegeli     | Freddy Steady           | —            |
| Painkiller                            | 1978      | Chris Von Rohr | Tommy Kiefer     | Fernando Von Arb | —           | Jürg Naegeli     | Freddy Steady           | —            |
| Metal Rendez-vous                     | 1980      | Marc Storace   | Tommy Kiefer     | Fernando Von Arb | —           | Chris Von Rohr   | Freddy Steady           | Jürg Naegeli |
| Hardware                              | 1981      | Marc Storace   | Tommy Kiefer     | Fernando Von Arb | —           | Chris Von Rohr   | Freddy Steady           | —            |
| One Vice at a Time                    | 1982      | Marc Storace   | Mark Kohler      | Fernando Von Arb | —           | Chris Von Rohr   | Freddy Steady           | —            |
| Headhunter                            | 1983      | Marc Storace   | Mark Kohler      | Fernando Von Arb | —           | Chris Von Rohr   | Steve Pace              | —            |
| The Blitz                             | 1984      | Marc Storace   | —                | Fernando Von Arb | —           | Mark Kohler      | Jeff Klaven             | —            |
| Change of Address Alive and Screaming | 1986      | Marc Storace   | Mark Kohler      | Fernando Von Arb | —           | Tommy Keiser     | Jeff Klaven             | —            |
| Heart Attack                          | 1988      | Marc Storace   | Mark Kohler      | Fernando Von Arb | —           | Chris Von Rohr   | Dani Crivelli           | —            |
| Stampede                              | 1990      | Peter Tanner   | Many Maurer      | Tony Castell     | —           | Fernando Von Arb | Peter Haas              | —            |
| To Rock or Not to Be                  | 1995      | Marc Storace   | Fernando Von Arb | Mark Kohler      | —           | Many Maurer      | Freddy Steady           | —            |
| Round 13                              | 1999      | Carl Sentance  | Fernando Von Arb | Chris lauper     | —           | Many Maurer      | Peter Haas              | —            |
| Rock the Block Fire and Gasoline-Live | 2003 2004 | Marc Storace   | Fernando Von Arb | Dominique Favez  | —           | Tony Castell     | Patrick Aeby            | —            |
| Hellraiser                            | 2015      | Marc Storace   | Mandy Meyer      | Dominique Favez  | —           | Tony Castell     | Stefan Schwarzmann      | —            |
| Hoodoo                                | 2010      | Marc Storace   | Fernando Von Arb | Mark Kohler      | —           | Chris Von Rohr   | Freddy Steady           | —            |
| Dirty Dynamite                        | 2013      | Marc Storace   | Fernando Von Arb | Mark Kohler      | Mandy Meyer | Chris Von Rohr   | Kosta Zafiriou (invité) | —            |
| Long Sticks Goes Boom                 | 2014      | Marc Storace   | Fernando Von Arb | Mark Kohler      | Mandy Meyer | Chris Von Rohr   | Flavio Mezzodi          | —            |
| Big Rocks Adios Amigos @Wacken        | 2017 2021 | Marc Storace   | Fernando Von Arb | Mark Kohler      | Mandy Meyer | Chris Von Rohr   | Flavio Mezzodi          | —            |

## Albums

### Albums studio
| Album                                                                     | Charts | Charts | Charts | Charts | Charts | Charts | Charts | Charts | Charts | Charts | Charts | Charts | Certifications |
| Album                                                                     | SUI    | ALL    | AUT    | (V)    | (W)    | CAN    | FRA    | N-Z    | P-B    | SWE    | UK     | USA    | Certifications |
| ------------------------------------------------------------------------- | ------ | ------ | ------ | ------ | ------ | ------ | ------ | ------ | ------ | ------ | ------ | ------ | -------------- |
| Krokus - Sortie: 29 avril 1976 - Label: Schnoutz Records                  | —      | —      | —      | —      | —      | —      | —      | —      | —      | —      | —      | —      | —              |
| To You All - Sortie: 29 avril 1977 - Label: Schnoutz Records              | —      | —      | —      | —      | —      | —      | —      | —      | —      | —      | —      | —      | —              |
| Painkiller / Pay It in Metal - Sortie: 30 octobre 1978 - Label: Phonogram | —      | —      | —      | —      | —      | —      | —      | —      | —      | —      | —      | —      | —              |
| Metal Rendez-vous - Sortie: 30 juin 1980 - Label: Ariola                  | —      | —      | —      | —      | —      | —      | —      | —      | —      | —      | —      | —      | 4 × Platine    |
| Hardware - Sortie: 18 février 1981 - Label: Ariola                        | —      | 56     | 16     | —      | —      | —      | —      | —      | —      | 50     | 44     | 103    | Or             |
| One Vice at a Time - Sortie: 1er mars 1982 - Label: Arista Records        | —      | 38     | —      | —      | —      | —      | —      | —      | 43     | 36     | 28     | 53     | Or             |
| Headhunter - Sortie: 25 avril 1983 - Label: Arista                        | —      | —      | —      | —      | —      | 31     | —      | 35     | —      | 22     | 74     | 25     | Or · Or · Or   |
| The Blitz - Sortie: 22 août 1984 - Label: Arista                          | 6      | 55     | —      | —      | —      | 83     | —      | —      | —      | 27     | —      | 31     | Or · Or · Or   |
| Change of Address - Sortie: 16 juin 1986 - Label: Arista                  | 6      | —      | —      | —      | —      | 77     | —      | —      | —      | 46     | —      | 45     | —              |
| Heart Attack - Sortie: 25 mars 1988 - Label: MCA                          | 5      | —      | —      | —      | —      | —      | —      | —      | —      | —      | —      | 87     | —              |
| Stampede - Sortie: 14 novembre 1990 - Label: Phonag Records               | 18     | —      | —      | —      | —      | —      | —      | —      | —      | —      | —      | —      | —              |
| To Rock or Not to Be - Sortie: 29 avril 1995 - Label: Phonag Records      | 5      | —      | —      | —      | —      | —      | —      | —      | —      | —      | —      | —      | Or             |
| Round 13 - Sortie: 8 octobre 1999 - Label: Phonag Records                 | 35     | —      | —      | —      | —      | —      | —      | —      | —      | —      | —      | —      | —              |
| Rock the Block - Sortie: 18 janvier 2003 - Label: Warner Music Group      | 1      | 69     | —      | —      | —      | —      | —      | —      | —      | —      | —      | —      | Or             |
| Hellraiser - Sortie: 15 septembre 2006 - Label: AFM Records               | 2      | —      | —      | —      | —      | —      | —      | —      | —      | —      | —      | —      | Or             |
| Hoodoo - Sortie: 26 février 2010 - Label: Sony Music                      | 1      | 33     | —      | —      | —      | —      | 198    | —      | —      | —      | —      | —      | Platine        |
| Dirty Dynamite - Sortie: 22 février 2013 - Label: Sony Music              | 1      | 17     | 46     | —      | —      | —      | —      | —      | —      | 41     | —      | —      | Platine        |
| Big Rocks - Sortie: 27 janvier 2017 - Label: Sony Music                   | 1      | 31     | 36     | 137    | 97     | —      | —      | —      | —      | —      | —      | —      | Or             |

### Albums Live
| Album | Charts | Charts | Charts | Charts |
| Album | SUI    | ALL    | (W)    | USA    |
| --- | ------ | ------ | ------ | ------ |
| Alive and Screamin' - Sortie: 14 octobre 1986 - Label: Arista                                              | —      | —      | —      | 97     |
| Fire and Gasoline (Spontaneously Combustible) – Live! - Sortie: 2 février 2004 - Label: Warner Music Group | 6      | —      | —      | —      |
| Long Stick Goes Boom: Live from da House of Rust - Sortie: 21 mars 2014 - Label: Sony Music                | 3      | —      | —      | —      |
| Adios Amigos Live@Wacken - Sortie: 28 février 2021 - Label: Sony Music                                     | 1      | 51     | 179    | —      |

### Compilations
| Album                                                                              | Charts |
| Album                                                                              | SUI    |
| ---------------------------------------------------------------------------------- | ------ |
| Early Days - Sortie: 1980 - Label: Mercury Records                                 | —      |
| Stayed Awake All Night - The Best of Krokus - Sortie: 29 août 1989 - Label: Arista | —      |
| The Dirty Dozen: The Very Best of 1979–1983 - Sortie: 5 avril 1993 - Label: Ariola | —      |
| The Definitive Collection - Sortie: 22 février 2000 - Label: Arista                | —      |
| Long Stick Goes Boom: The Anthology - Sortie: 27 mai 2003 - Label: Castle Music    | —      |
| Extended Versions - Sortie: 5 septembre 2006 - Label: Sony Music                   | —      |
| Original Album Classisc - Sortie: 2012 - Label: Arista                             | 99     |
| The Big Eight - Sortie:13 décembre 2019 - Label: Sony - Coffret 8 CD               | 68     |

## Extended play et singles

### Ep's
| Album                                                             | Charts | Charts |
| Album                                                             | SUI    | UK     |
| ----------------------------------------------------------------- | ------ | ------ |
| Industrial Strength - Sortie: 1981 - Label: Ariola - uniquement   | —      | 62     |
| You Ain't Seen Nothin' Yet - Sortie: 1994 - Label: Phonag Records | —      | —      |

### Singles
| Année | Titre                                                                           | Position dans les chartes | Position dans les chartes | Position dans les chartes | Album              |
| Année | Titre                                                                           | SUI                       | US hot 100                | US Main.                  | Album              |
| ----- | ------------------------------------------------------------------------------- | ------------------------- | ------------------------- | ------------------------- | ------------------ |
| 1977  | "Highway Song" - Face B:"Trying Hard"                                           | —                         | —                         | —                         | To You All         |
| 1978  | "Susie" - Face B: "Rock Me, Rock You"                                           | —                         | —                         | —                         | Painkiller         |
| 1980  | "Tokyo Nights" - Face B: "Heatstrokes"                                          | —                         | —                         | —                         | Metal Rendez-vous  |
| 1980  | "Heatstrokes" - Face B: "Shy Kid"                                               | —                         | —                         | —                         | Metal Rendez-vous  |
| 1980  | "Bedside Radio" - Face B: "Come On"                                             | 58                        | —                         | —                         | Metal Rendez-vous  |
| 1981  | "Rock City" - Face B: "Mr. 69"                                                  | —                         | —                         | —                         | Hardware           |
| 1981  | "Smelly Nelly" - Face B: "Easy Rocker"                                          | —                         | —                         | —                         | Hardware           |
| 1981  | "Winning Man" - Face B: "Winning Man" (long version)                            | —                         | —                         | 26                        | Hardware           |
| 1982  | "Long Stick Goes Boom" - Face B: "Save Me"                                      | —                         | —                         | 22                        | One Vice at a Time |
| 1982  | "Bad Boys, Rag Dolls" - Face B: "Save Me"                                       | —                         | —                         | —                         | One Vice at a Time |
| 1982  | "American Woman" - Face B: "Bad Boys, Rag Dolls"                                | —                         | —                         | 53                        | One Vice at a Time |
| 1983  | "Eat the Rich" - Face B: "Stayed Awake All Night"                               | —                         | —                         | 33                        | Headhunter         |
| 1983  | ""Screaming in the Night" - Face B: "Russian Winter"                            | —                         | —                         | 21                        | Headhunter         |
| 1983  | "Stayed Awake All Night" - Face B: "Night Wolf"                                 | —                         | —                         | 31                        | Headhunter         |
| 1984  | "Ballroom Blitz" - Face B: "Ready to Rock"                                      | —                         | —                         | —                         | The Blitz          |
| 1984  | "Midnite Maniac" - Face B: "Ready to Rock"                                      | —                         | 71                        | 10                        | The Blitz          |
| 1984  | "Our Love" - Face B: "Our Love"                                                 | —                         | —                         | 22                        | The Blitz          |
| 1986  | "Say Goodbye" - Face B: "Hard Luck Hero"                                        | —                         | —                         | —                         | Change of Address  |
| 1986  | "School's Out" - Face B: "Screaming in the Night" (live)                        | —                         | 67                        | —                         | Change of Address  |
| 1986  | "Let This Love Begin" - Face B: "Hot Shot City"                                 | —                         | —                         | —                         | Change of Address  |
| 1988  | "Wild Love" - Face B: "Winning Man"                                             | —                         | —                         | —                         | Heart Attack       |
| 1988  | "Let It Go" - Face B: "Let It Go"                                               | —                         | —                         | —                         | Heart Attack       |
| 2003  | "Open Fire" - Face B: "Throwing Her China "                                     | —                         | —                         | —                         | Rock the Block     |
| 2003  | "I Want It All" - Face B: "Mad World"                                           | —                         | —                         | —                         | Rock the Block     |
| 2006  | "Angel of My Dreams" (Radio Edit) - Face B: "Angel of My Dreams" Album Version) | —                         | —                         | —                         | Hellraiser         |
| 2010  | "Hoodoo Woman" - Face B: —                                                      | 19                        | —                         | —                         | Hoodoo             |
| 2013  | "Dirty Dynamite" - Face B: —                                                    | 32                        | —                         | —                         | Dirty Dynamite     |
| 2017  | "The House of the Rising Sun" - Face B: —                                       | —                         | —                         | —                         | Big Rocks          |